# Ouest 5000
Die Lokomotiven der Baureihe 5000 waren Elektrolokomotiven der französischen Eisenbahngesellschaft Compagnie des chemins de fer de l’Ouest (Ouest). Wegen ihres Gepäckabteils werden sie zu den Gepäcktriebwagen gerechnet. Bei der SNCF liefen sie ab 1950 als Baureihe BB 1800.

## Vorgeschichte

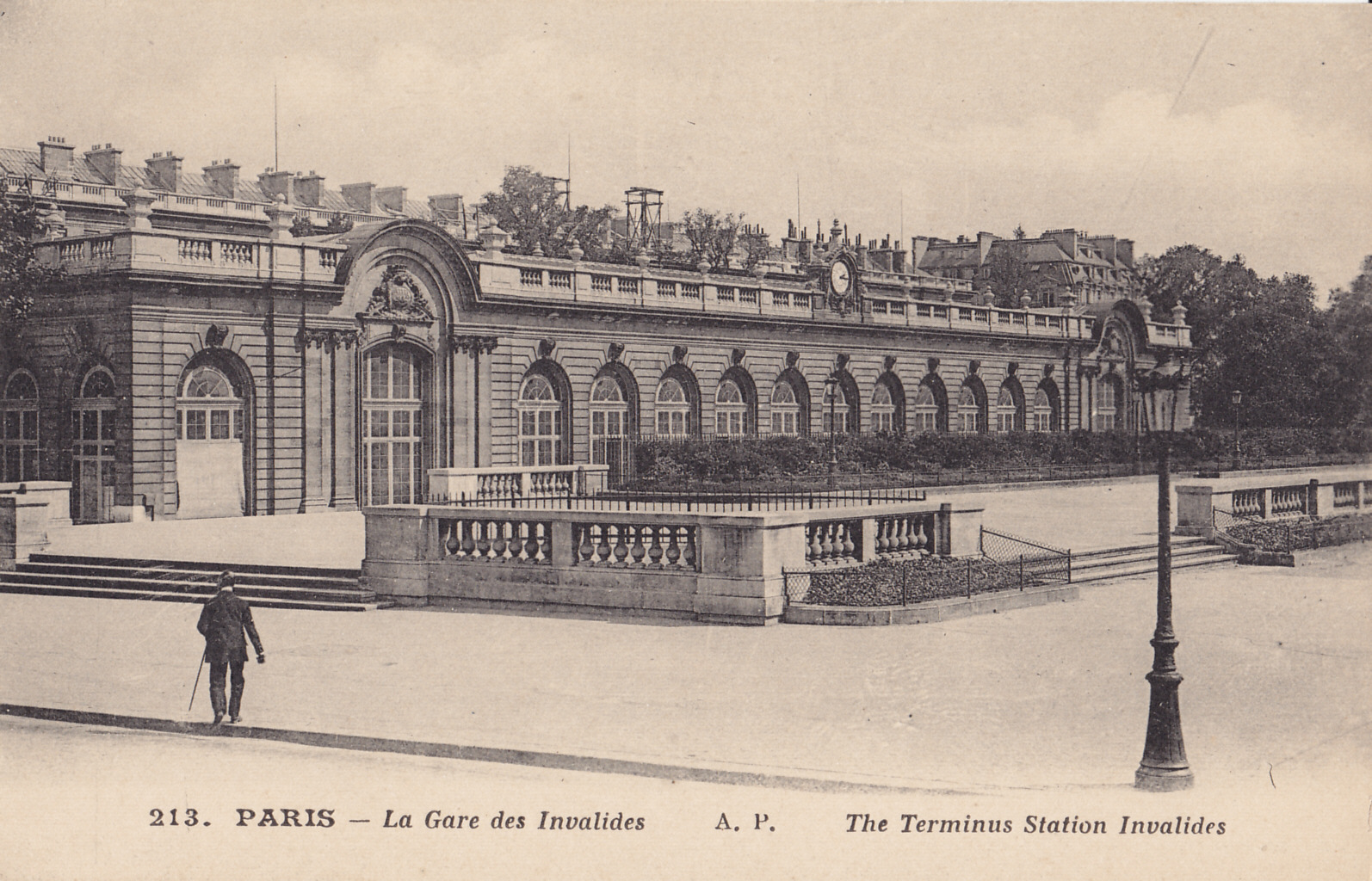
Gare des Invalides

Anlässlich der für das Jahr 1900 geplanten Weltausstellung entstanden in Paris zwei neue Bahnhöfe. Die Compagnie du chemin de fer de Paris à Orléans (P.O.) führte Gleise über den Kopfbahnhof Gare d’Orléans hinaus von Osten her an das Ausstellungsgelände heran und errichtete dort, am Ende einer im Tunnel angelegten Strecke, den neuen Endbahnhof Gare d’Orsay. Entsprechend legte die Ouest – ebenfalls unterirdisch – von Westen her eine Strecke über den Bahnhof Champ de Mars hinaus zu einem neuen Endbahnhof Gare des Invalides. Da auf den neuen Strecken kein Betrieb mit Dampflokomotiven stattfinden sollte, wurden beide mit seitlichen Stromschienen und einer Gleichspannung von 550 V elektrifiziert. Während die P.O. mit den „Boîtes à sel“ elektrische Lokomotiven nur im kurzen unterirdischen Endabschnitt einsetzte, beabsichtigte die Ouest bereits, den elektrischen Betrieb auf den Vorortverkehr bis Versailles auszudehnen. Sie bestellte Triebfahrzeuge, die nicht nur Personenzüge ziehen sollten, sondern zudem mit einem Gepäckabteil ausgestattet waren. Da sie erst 1901 ausgeliefert werden konnten, richtete die Ouest im unterirdischen Abschnitt zwischen Invalides und Champ de Mars für die Dauer der Weltausstellung (15. April 1900 bis 12. November 1900) zunächst einen eingeschränkten elektrischen Pendelverkehr ein, vermutlich mit zu Triebwagen umgebauten Personenwagen. Da parallel dazu jedoch der attraktivere Rollende Fußweg angelegt wurde, wurde diese Bahn wenig genutzt.

## Geschichte und Beschreibung

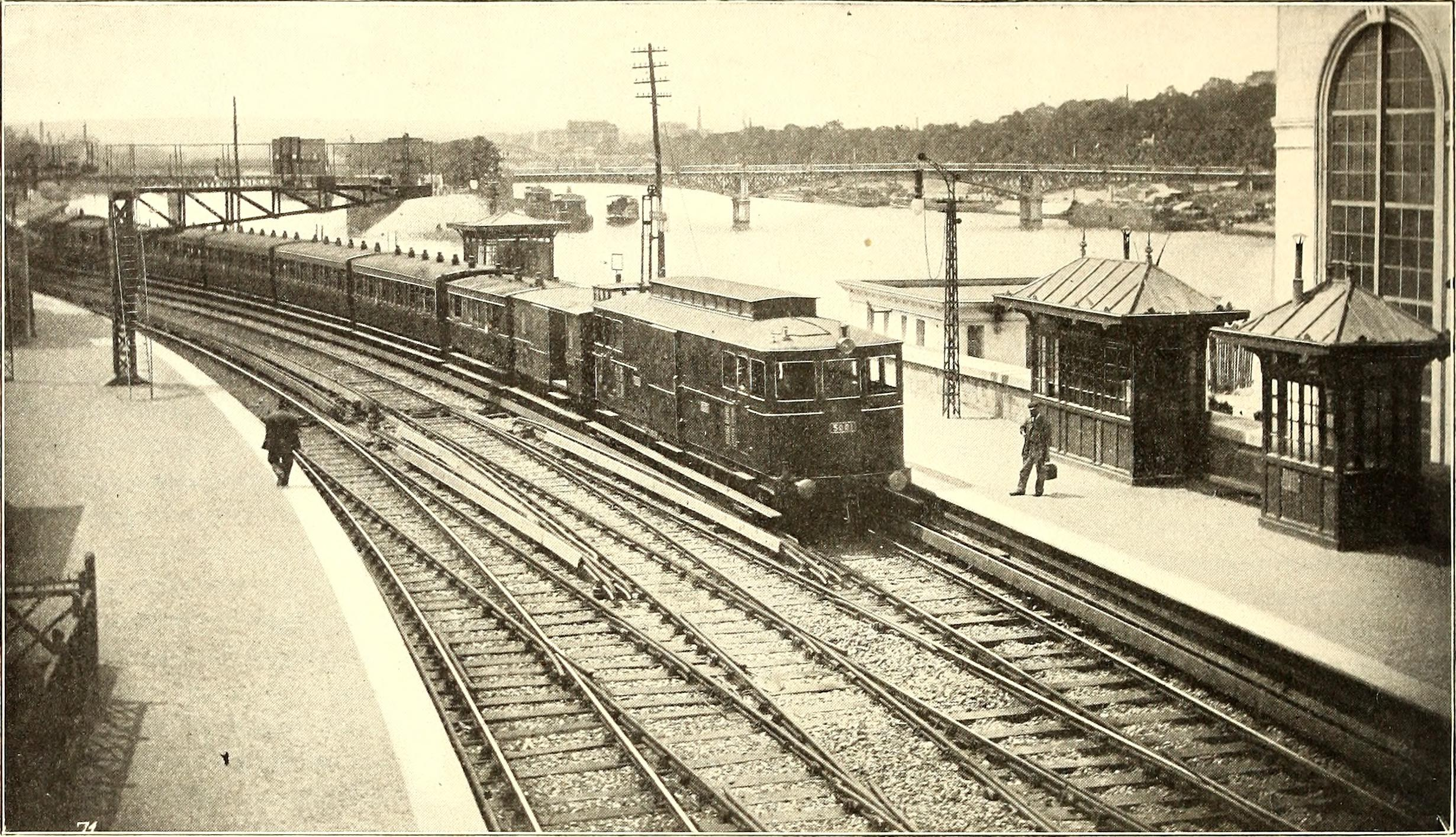
Ouest 5001 im Bahnhof Issy-Plaine (1903)

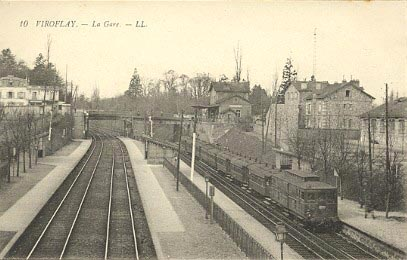
Von einer 5000 gezogener Personenzug im Bahnhof Viroflay-Rive-Gauche (1900er Jahre)

Die Bahnstrecke Paris-Invalides–Versailles-Rive-Gauche wurde 1900 für den Nahverkehr zwischen den Bahnhöfen Gare des Invalides und Issy-Plaine mit seitlichen Stromschienen versehen, die am 12. April jenes Jahres in Betrieb gingen. Am 1. Juli 1901 wurde die Elektrifizierung bis Meudon erweitert, am 31. Mai 1902 erreichte der elektrische Betrieb den Endbahnhof in Versailles. Für die entsprechenden Leistungen erwarb die Ouest elektrische Boxcab-Lokomotiven, die an beiden Fahrzeugenden je einen Führerstand und dazwischen ein Gepäckabteil aufwiesen.
Die zehn Fahrzeuge der Baureihe 5000 erhielten die Betriebsnummern 5001 bis 5010. Ihr aus Holz gefertigter Wagenkasten mit einem Dach aus Blech mit Laternenaufsatz ruhte auf einem stählernen Rahmen. An beiden Seiten existierten Türen an den Führerständen und mittig eine Schiebetür am Gepäckabteil. Von den beiden zweiachsigen Drehgestellen war jede Achse einzeln angetrieben (Achsfolge Bo’Bo’), die vier Elektromotoren leisteten jeweils 92 kW. Für die Kraftübertragung wurden bei jeweils fünf der Maschinen mit den Systemen Postel Vinay und Brown-Boveri zwei unterschiedliche Verfahren getestet. Der Fahrstrom mit einer Gleichspannung von zunächst 550 V, die mit der Aufnahme des elektrischen Betriebs bis Versailles auf 600 V angehoben wurde, wurde über seitlich angebrachte Stromschienen-Stromabnehmer bezogen.
Die Fahrzeuge waren die ersten im französischen Streckendienst eingesetzten Elektrolokomotiven, ihre Leistungen übertrafen die Anforderungen des Lastenhefts. Sie wurden dem Depot Champ de Mars zugeteilt und vor Personenzügen eingesetzt. Nach einem Brandschaden wurde der Gütertriebwagen 5002 im Jahr 1907 ausgemustert. Die übrigen Maschinen wurden nach der Übernahme der Ouest durch die Administration des chemins de fer de l’État (ETAT) zum 1. Januar 1909 in 001 und 003-010 umgezeichnet. Im Jahr 1932 wurden ihre Motoren durch solche ersetzt, die den Triebwagen der ETAT-Baureihe 1000 entnommen wurden. Zudem erhielten sie ein Steuerungssystem des Typs Sprague-Thomson (→ RATP-Baureihe Sprague-Thomson), das Laternendach und die seitlichen hölzernen Trittbretter wurden abgebaut.
Anfang 1938 ging die ETAT in der neu geschaffenen Staatsbahn SNCF auf, die die Gütertriebwagen mit „Talbot“-Personenwagen auch auf der „Ligne de Moulineaux“ einsetzte. Erneut umgezeichnet, wurden sie 1950 zur Lokomotiv-Baureihe BB 1800. Zuletzt wurden sie nur noch zum Rangieren innerhalb des Depots genutzt und in den Jahren 1948 bis 1956 abgestellt.